# Monisha Kaltenborn
Monisha Kaltenborn, nata Monisha Narang,  (Dehradun, 10 maggio 1971) è una manager e dirigente sportiva indiana naturalizzata austriaca.
È stata il direttore sportivo (team principal) ed il Chief Executive Officer della scuderia automobilistica di Formula 1 Sauber (prima donna in assoluto a ricoprire un tale incarico nella storia della Formula 1), di cui ha posseduto anche il 33.3% delle azioni, definitivamente cedute nel 2016 .

## Biografia
Monisha Kaltenborn nasce a Dehradun, in India. Quando ancora era una bambina, la sua famiglia emigrò a Vienna, dove si stabilì e dove la Kaltenborn ottenne in seguito la cittadinanza austriaca. Dal 1990 al 1995 studiò legge all'Università di Vienna, per poi ottenere un master in diritto economico internazionale a Londra, presso la London School of Economics, nel 1996. Durante il suo periodo di studi a Vienna, lavorò per l'UNIDO e per la Commissione ONU per il diritto economico internazionale; una volta laureata, divenne consulente legale per varie aziende: il primo incarico fu a Stoccarda con la Gleiss Lutz (dove conobbe il suo futuro marito, Jens Kaltenborn), poi a Vienna con Wolf & Theis e infine per Fritz Kaiser nel 1998–1999.
A quel tempo, Kaiser era comproprietario (insieme a Peter Sauber e a Dietrich Mateschitz) del team automobilistico Sauber, impegnato nelle competizioni di Formula 1, pertanto alla Kaltenborn furono conferiti ruoli manageriali e di consulenza legale all'interno della squadra. Nel 2000, Kaiser fuoriuscì dal pacchetto azionario, ma Monisha rimase all'interno della squadra come capo dell'ufficio legale. Nel 2001 entrò nel consiglio di amministrazione, rimanendovi anche durante la gestione della BMW. Nel 2010, allorché la casa bavarese si ritirò dalla Formula 1 e Peter Sauber riprese il controllo del team, rinominato Sauber Motorsport AG, la Kaltenborn ne divenne il CEO.
Monisha Kaltenborn è altresì membro della commissione FIA Women & Motor Sport (donne e sport motoristici), presieduta da Michèle Mouton.
Il 16 maggio 2012 Peter Sauber cedette alla Kaltenborn un terzo del pacchetto azionario del team, rendendola comproprietaria. Nel successivo mese di ottobre, Sauber si ritirò dalla gestione diretta del team, cedendole anche il ruolo di team principal. Da quel giorno il Team Sauber non è più salito sul podio di un Gran Premio di Formula 1.
Il 21 giugno 2017 annuncia le dimissioni immediate da ogni incarico in Sauber.
Monisha Kaltenborn vive a Küsnacht, poco lontano da Hinwil, sede della Sauber, in Svizzera, con il marito e due figli.